# Sojuz T-13
Sojuz T-13 byla sovětská kosmická loď řady Sojuz, která v roce 1985 letěla k orbitální stanici Saljut 7. Primárním úkolem letu bylo uvést stanici, které selhaly sluneční panely, opět do provozu.

## Posádka

### Startovali
- Vladimir Džanibekov, velitel (5)
- Viktor Savinych, palubní inženýr (2)

### Přistáli
- Vladimir Vasjutin, velitel (1)
- Alexandr Volkov, kosmonaut-výzkumník (1)

V závorkách je uveden dosavadní počet letů do vesmíru včetně této mise.

### Záložní posádka
- Leonid Popov, velitel
- Alexandr Pavlovič Alexandrov, palubní inženýr